# Radjinder Bhagwanbali
Radjinder Bhagwanbali (1950) is een historicus en socioloog. Hij is expert op het gebied van de Hindostaanse geschiedenis.

## Biografie
Bhagwanbali is een nabestaande van Hindoestaanse contractarbeiders en doet sinds 1981 onderzoek naar de geschiedenis van zijn voorouders en het onrecht dat zij hebben doorstaan. Hij studeerde contemporaine geschiedenis, economie van ontwikkelingslanden en sociologie. Hij promoveerde in 1996 aan de Universiteit van Nijmegen met de dissertatie De werving en selectie van arbeidskrachten onder het indentured laboursysteem uit India voor de kolonie Suriname, 1873-1916. Hij heeft archiefonderzoek verricht naar de geschiedenis van de Hindostaanse contractarbeid in Nederland, Suriname, Engeland en India.
In 2021 publiceerde hij De tot koelie gemaakten, waarin hij de term “tot koelie gemaakten” introduceert, naar analogie van “tot slaaf gemaakten”, om de Hindoestaanse contractarbeid in Suriname te beschrijven. Bhagwanbali toont aan dat deze vorm van arbeid, in tegenstelling tot wat vaak wordt gezien als vrije arbeid, gekenmerkt werd door ernstige beperkingen in de vrijheid van de arbeiders. Hij bespreekt de werving in India, het transport naar Suriname, en de moeilijke leef- en werkomstandigheden, inclusief de strenge straffen die gebruikelijk waren.
Op 11 april 2024 publiceerden Bhagwanbali met Robby Roeplall en andere leden van de Hindoestaanse gemeenschap een brief waarin ze koning Willem-Alexander der Nederlanden opriepen om op 5 juni 2024 tijdens de 151e herdenking van de Hindoestaanse immigratie - dat is de periode van Indentured Labour in Suriname (1873 – 1916) waarin Hindoestanen tot koelie werden gemaakt - excuses aan te bieden aan de nazaten van Hindoestaanse contractarbeiders. In hun brief stellen ze dat deze arbeiders in de periode na het Staatstoezicht ofwel onder toezicht van Willem III gedwongen werden tot een leven van uitbuiting en misbruik op Surinaamse plantages, een systeem dat volgens hen gelijkstaat aan slavernij. De auteurs vroegen in hun brief geen herstelbetalingen, enkel een excuus.
Deze brief was niet onomstreden. De historicus Chan Choenni noemde de oproep ongepast en stelde dat contractarbeid geen slavernij was. Hans Ramsoedh deelde deze mening. Ruben Gowricharn erkent eveneens dat er veel is gebeurd en verzwegen is in de geschiedenis van de contractarbeiders, maar stelt ook dat het geen slavernij was en relativeert het door te wijzen op de slechte omstandigheden waarin ook Nederlandse arbeiders en boeren destijds verkeerden. De Nederlandse regering erkende het leed van de Hindoestaanse contractarbeiders, maar bood geen excuses aan: in een brief betreurde toenmalig premier Rutte dat het gevoel bestaat dat de periode van de contractarbeiders wordt genegeerd en hij wees op de erkenning van hun geschiedenis tijdens eerdere herdenkingen.

## Functies
- Wetenschappelijk onderzoeker aan de Radbout Universiteit in Nijmegen
- Opleidingscoördinator aan Hogeschool Inholland bij de School of Communications & Media in Den Haag[2]
- Directeur van Organisatie Hindoe Media[11]

## Publicaties
- 1996: Contracten voor Suriname. Arbeidsmigratie vanuit Brits-Indië onder het indentured-labourstelsel 1873-1916. Den Haag: Amrit. ISBN 90-74897-12-6[12]

- Hindoestaanse migranten onder het indentured labour systeem naar Suriname, 1873-1916, een trilogie over Hindostaanse contractarbeid met deel 1: De nieuwe awatar van slavernij (2010), deel 3: Tetary – de koppige - Het verzet van hindoestanen tegen het Indentured Labour System in Suriname, 1873-1916 (2011).[13]
- 2011: Tetary – de koppige. Het verzet van Hindoestanen tegen het Indentured Labour System in Suriname, 1873-1916, ISBN 9789074897631
- 2021: De tot koelie gemaakten. ISBN 978-90-74897-21-1

## Meer lezen
- Boogaard, Juliët, "5 juni, voor altijd de dag van aankomst in Suriname", NRC, 3 juni 2022.
- Mee, Tony van der, Nazaten ‘tot koelie gemaakten’ willen excuses van koning Willem-Alexander: ‘Hoog tijd voor erkenning’. Algemeen Dagblad (18 april 2024).